# Шугурово (Медынский район)
Шугурово — деревня в Медынском районе Калужской области России. Входит в состав сельского поселения «Деревня Михальчуково».

## География
Расположена недалеко от автодороги А-130(«Варшавское шоссе»)
Рядом — деревни Чукаево и Киреево, поселок Мятлево.

## История
Дворцовая деревня Шугорова Морозовской волости, на правой стороне безымянного оврага, в ней 2 двора и 11 душ по ревизии.
По данным на 1859 год Шугурово — казённая деревня Медынского уезда при реке Шане, расположенное на правой стороне Московско-Варшавского шоссе. В неё 14 дворов и 142 жителя.
После реформ 1861 года вошла в Богдановскую волость. Население в 1892 году — 153 человека, в 1913 году — 142 человека.

## Население
| 2002 | 2010 |
| ---- | ---- |
| 0    | ↗7   |